# Ralph Allen
Ralph Allen (1694–1764) – angielski przedsiębiorca i filantrop. Reformator brytyjskiej poczty. W 1720 roku wprowadził nowy system linii pocztowych w Wielkiej Brytanii. Zbudował także pierwszą na świecie drogę szynową dla pojazdów konnych.
Allen rozpoczął pracę w urzędzie pocztowym jako nastolatek. Szybko awansował. Zreformował system świadczenia usług pocztowych w Wielkiej Brytanii. Zarobione pieniądze zainwestował w kopalnię.